# 呼尔木图
呼尔木图也作干盐湖、霍隆托湖，是一个位于中国内蒙古自治区阿拉善盟阿拉善左旗西部额尔克哈什哈苏木查干淖日嘎查以西的干盐湖。湖面高程1319米，长6.0千米，最大宽4.0千米，平均宽2.75千米，面积16.5平方千米。湖水主要依赖湖面降水和地下水补给。